# ルゼーヴェラ
ルゼーヴェラ（伊: Lusevera）は、イタリア共和国フリウリ＝ヴェネツィア・ジュリア州ウーディネ県にある、人口約600人の基礎自治体（コムーネ）。

## 地理

### 位置・広がり

#### 隣接コムーネ
隣接するコムーネは以下の通り。括弧内のSLOはスロベニア領を示す。
- カポレット (Caporetto) (SLO)
- ジェモーナ・デル・フリウーリ
- モンテナルス
- ニーミス
- レージア
- タイパーナ
- タルチェント
- ヴェンゾーネ

### 気候分類・地震分類
ルゼーヴェラにおけるイタリアの気候分類 (it) および度日は、zona F, 3072 GGである。
また、イタリアの地震リスク階級 (it) では、zona 1 (sismicità alta) に分類される。

## 行政

### 分離集落
ルゼーヴェラには、以下の分離集落（フラツィオーネ）がある。
- Cesariis, Lusevera, Micottis, Musi, Pers, Pradielis, Vedronza (sede comunale), Villanova delle Grotte